# Louis Consalvo
Louis "Louie Eggs" Consalvo (nacido en 1958) es un gánster de Nueva Jersey y reputado "soldado" de la familia criminal DeCavalcante.
A lo largo de su vida residiendo en Old Bridge Township, Nueva Jersey, Louis Consalvo al parecer se unió a la Familia criminal DeCavalcante al norte de Jersey durante la larga desaparición del renombrado jefe Louis "Fat Lou" LaRasso en 1991, a quién Consalvo según se informa debe de haberle asesinado junto a Gregorio Rago y Antonio Capo a cambio de la acción de hacerse hombres de honor.
- Datos: Q6686928